# 波音737经典型
波音737经典型是波音737系列客机的第二代机型，共分为-300、-400和-500三个系列，是初代737机型的后继机型。和初代机型一样，其定位是中短程窄体喷气式民航客机。从1984年至2000年期间，波音民用飞机集团共生产了近2000架经典型737客机，该机型可以搭载145至188名乘客。相较其上一代机型，主要的改进为采用了CFM56大涵道比发动机，改善了航电并增加了载客量（-300/-400机型）。
初代经典型737-300于1984年投入运营，后来有推出了加长的737-400机型，于1988年投入使用。1990年波音又发布了737-500型号，是经典型系列中机身最短的一款型号。在经典型系列飞机的生产生涯中，美国波音一共向客户交付了1988架次。经典型一开始波音想将这个系列命名为“新一代”737客机，但是90年代中期波音737新世代推出后，官方才将-300/400/500系列被分类为737经典型。

## 研发设计

### 背景
初代机型737-200自1965年问世后获得了相当的成功，波音计划推出一款增大航程和载客量的机型，在升级新的航电于现代配置的同时零部件保持与旧型号相兼容。新一代机型于1979年开始研发，第二年的范堡罗航展上，波音公布了新一代机型的大致参数。新机型了换装了新的CFM56大涵道比发动机，极大程度上改善了飞机的燃油效率，并减小了噪音。但是737系列都是基于波音707衍生而来，过低的离地间隙无法容纳CFM56的大涵道，波音将这一代737的引擎移到了机翼的前方，引擎底部重要部件则移到两侧，造就了现代737系列标志性的非圆心进气口。

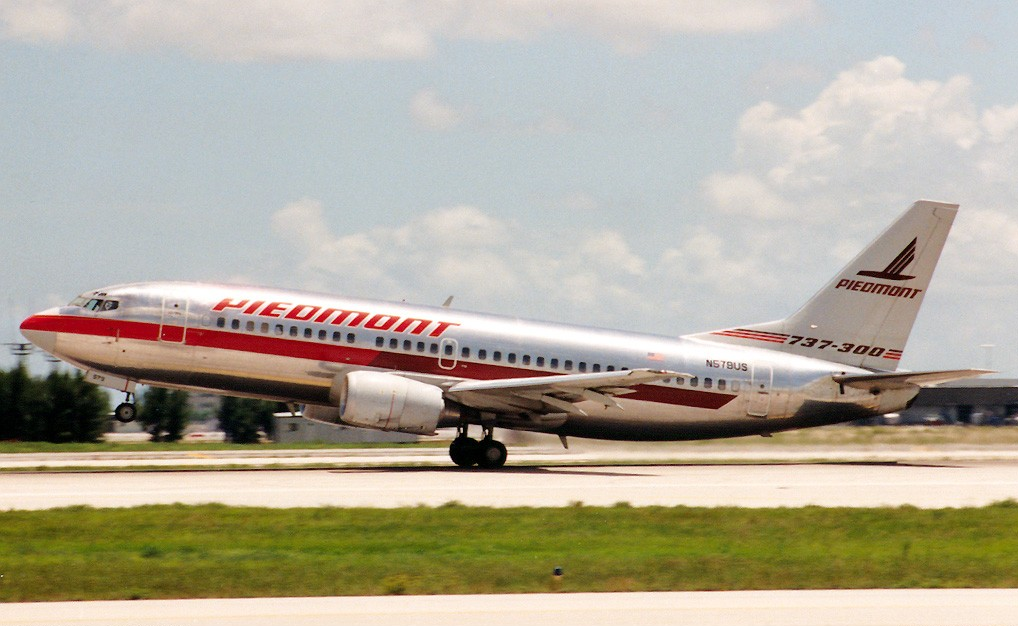
一架皮埃蒙特航空的737-300客机，皮埃蒙特航空是经典型的首批用户之一，机尾标注有具体机型。

机翼也计划进行改进，以改善空气动力。机翼增加了23厘米，且前缘缝翼和后缘襟翼都进行了优化调整，驾驶舱也可以选装当时先进的电子仪表。而客舱方面的改进与波音757系列客机较为类似。

### 机型设计
1981年3月，全美航空和西南航空率先各自订购了10架737-300，并计划后期增加20架。新机型于1984年2月首飞，同年12月交付西南航空投入运营。1986年皮埃蒙特航空向波音订购了25架737-400，成为启动-400型号的启动用户，并追加了30架的意向订单。-400型于1988年首飞，同年投入使用。1987年西南航空向波音订购30架737-500型，成为-500 机型的启动客户，于1989年首飞，次年进入美国西南航空开始服役。这一型号和737-200型号的载客量和机身尺寸比较相近，但是是737经典系列中航程最长的型号。

### 引擎

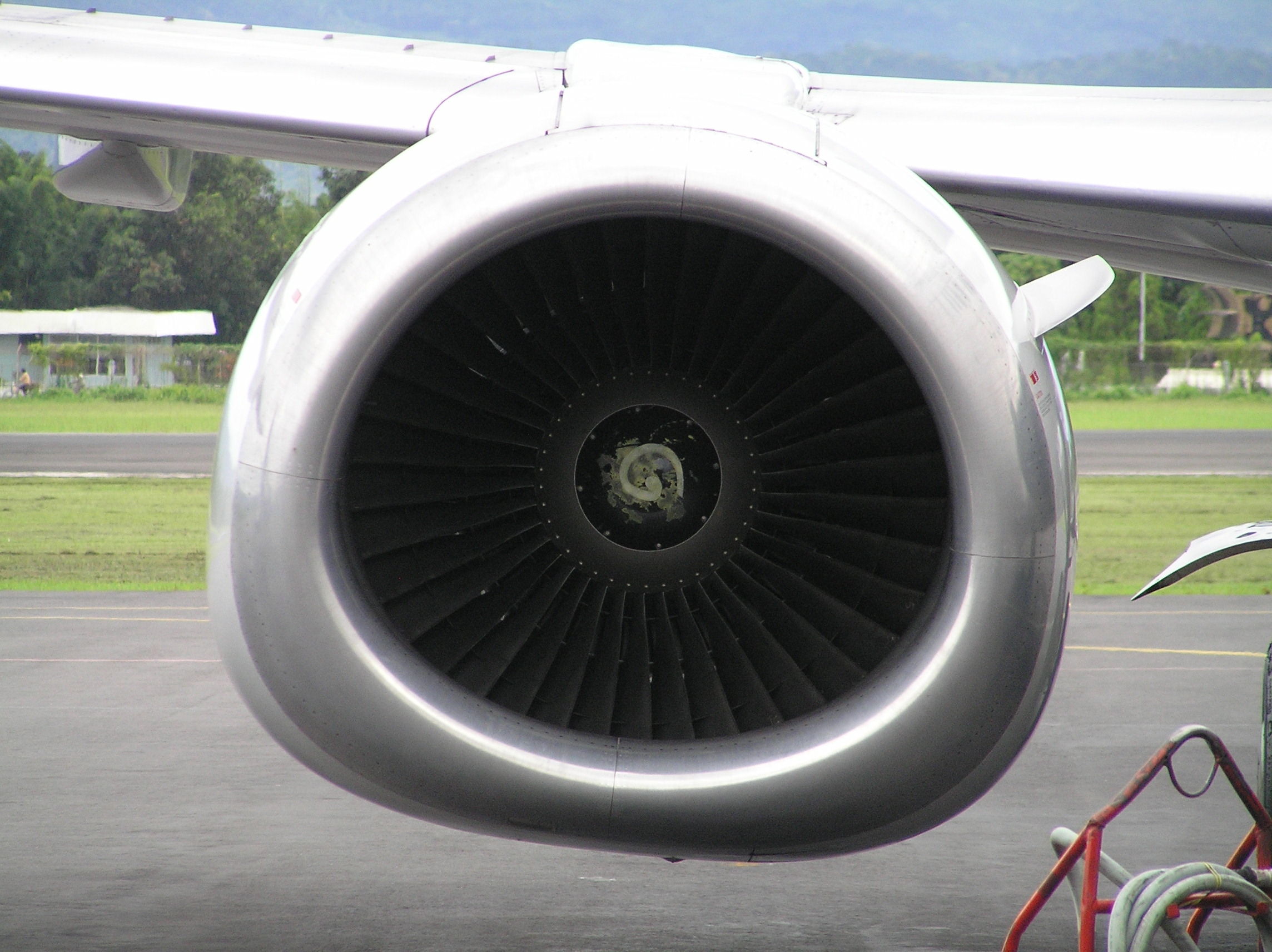
一架737-400客机的CFM56-3引擎进气口，可以明显看到非圆形设计。

这一代737仅能装配CFM56-3发动机，同级别其他型号的发动机（如A320可选装的IAE V2500）都不适用。因为737的机翼离地面较近，使得放下CFM-56发动机时发动机底部离地面的间隙过低。为此波音对CFM-56发动机进行了大幅修改。不仅减小风扇叶片尺寸，缩小涵道比，同时还将原本位于发动机底部的附件齿轮箱及其上面的部件也移到发动机两侧。此举使得发动机整流罩的底部能削平一些，增加一点发动机离地间隙，进而造就了737系列飞机经典的非圆形发动机进气口。因为上述的改动，发动机的设计推力从原来的24,000 磅降低到20,000 磅(107 千牛 降低到 89 千牛)，主要是因为风扇尺寸和涵道比的缩小。

### 次型
为了对抗空中客车A320的多项技术创新例如电传操纵和侧杆控制，波音于1991年开始研发一种升级型飞机。经过市场调查后，于1993年11月17日发布了737 Next Generation（NG）项目。波音737NG包含-600型、-700型、-800型和-900型四种，是波音737迄今为止最重大的升级。从其机身和性能来看，波音737NG可以算是一种全新的飞机，但和旧型之间很重要的共同点是保留了波音737經典系列的基本外形。波音737NG的机翼也有重大改进：翼面积增加了25%、翼展增加了16英尺（4.88米），载油量也因此增加30%，并换装了更安静、更省油的CFM56-7B发动机。这些改进结合起来，使波音737的飞行距离增加了900海里，令飞越大陆成为可能，并在2000年以后可选配翼端帆以减少油耗(除了 -600型)。2005年以后制造的737移除了观星窗。总共有10架波音737NG参与飞机适航测试：3架600型、4架700型、3架800型。

## 型号

### 737-300
1984年1月17日，首架737-300原型机从伦顿 (华盛顿州)工厂下线推出，并于1984年2月24号首飞。在1984年11月14日获得适航许可后的两个星期，也就是1984年的11月28日全美航空就接收到了第一架量产的737-300飞机。这个型号飞机非常的热销，在首飞不到一年的1985年，波音就已经获得252架的订单，同时还有超过1000架的意向订单。从量产到停产，737-300型号生产了整整15年，直至1999年11月17日将最后一架交付给新西兰航空（注册号为 ZK-NGJ），-300型号的生产生涯才告一段落。
2008年11月美国西南航空选择波音改造旗下的737-300型号飞机。改造的项目包括了新的仪表、硬件、软件，以提高与旗下737-700型号飞机的零部件通用性，同时还为导航系统增加了所需导航性能协议。但随后改计划又被取消，并不再提起过。
美国西雅图一个叫 Aviation Partners 的公司可以为737-300飞机可以增加翼尖小翼，拥有翼尖小翼的的737-300被称作737-300SP（Special Performance 特别性能版）。退役的737-300客机经过改造后也可以变成货机。在波音737新世代中取代-300型号的飞机为737-700。

### 737-400
737-400于1985年设计并推出，用来弥补737-300和757-200之间的空白，与空客A320、麥道MD-80为竞争关系。它在737-300的基础上机身加长了3.5米，最大载客量达到了188人。为了避免出现早期757-200的起飞擦尾问题，增加了尾撬装置，同时增强了翼梁强度。它的原型机于1988年1月26日线下展出，1988年2月19日首飞。同年9月15日首架量产机被皮埃蒙特航空（其向波音订购了25架737-400）接收开始商业飞行。
波音并没有推出737-400的货机版本，即737-400F，而是通过737-400客机客改货而来的。737-400没有翼尖小翼，波音生产时也并没有提供安装翼尖小翼的选项，这一点是和737-600相同的。阿拉斯加航空是第一个将他们的737-400客机改为货机，其运输能力为能9个88×105 英寸的托盘位和1个88×162的托盘位，总共10个托盘位。阿拉斯加航空同时还将5架737-400飞机改装为客货混装型，机身前半部分坐人，后半部分载货。阿拉斯加航空的这些737-400客货混装型飞机一直飞到2017年，被737-700机队代替。
2018年11月，一家名为VX Capital的航空金融租赁公司为35架波音737-400提供资产抵押（即是我们俗话说的按揭，业内也称作融资式租赁），总共价值2500万美金。每架飞机一个月的租金大约为10万美金。
最后一架波音737-400飞机，也是最著名的737经典系列中的一架，注册号OK-FGS, 生产号 28478, 流水线号 3132 于2000年2月5号交付给捷克航空。
截至2019年6月，中國在飞波音737-400型号飞机的航空公司有顺丰航空、金鹏航空、广东龙浩航空、中国邮政航空、天津货运航空5家。全部是737-400客机改货机型号。

### 737-500

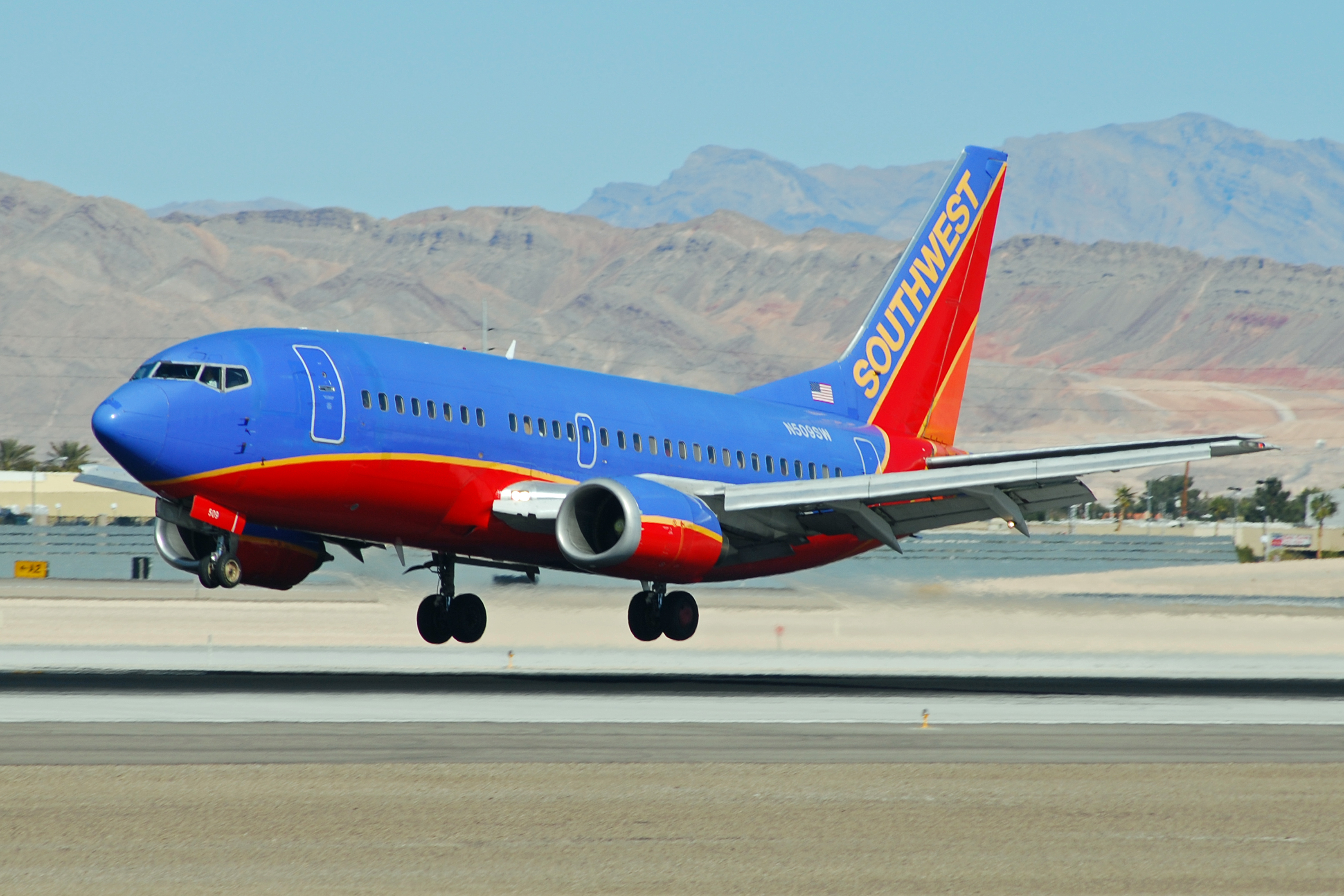
西南航空的737-500

737-500于1987年推出，西南航空为启动用户订购了20架，1989年6月30日首飞之后其首架原型机为获得适航证飞行了375个小时，直到1990年2月28日西南航空接收其首架飞机。
737-500的推出的是市场和客户的需求，是在737-200的基础上修改，并换装更现代化的设备以替代部分老旧落后的737-200，同时融合了737经典系列的所有优点。与737-300相比，单机搭载的乘客稍微少一点点，但是飞行距离更远，重要的是经济性比737-300要好不少。737-500的机身比737-200长48 厘米，最多能载客140人。 Both glass and older style mechanical cockpits arrangements were available.因为使用了CFM56-3高涵道比涡扇发动机，相比737-200所使用的PW发动机有25%的燃油效率提升。
一些俄罗斯的航空公司，包括北方航空、俄罗斯国家航空、西伯利亚航空、Sky Express（一家俄罗斯低成本航空公司）、全禄航空、乌塔航空、Yamal Airlines，非常喜欢737-500飞机，他们买大量的二手737-500用以替换苏联制造的飞机或者扩充机队。而阿根廷航空则购买二手737-500替代自己机队中的737-200。如今，737-500由波音737新世代家族中的737-600替代。但是737-600的销量不如737-500，自从波音推出后鲜有人问津，只交付了69架。
随着737经典系列型号飞机的退役进程在加速，在2012年时候的737-500和737-300的退役速率接近40%。其中的737-500型号退役速度加快的一个原因是其较短的机身尺寸导致较小的载客量，二是一般来说航空公司会将年龄超过21岁的飞机以更新更先进的飞机替代以减小维护成本（但这个退役年龄只是相对于24岁的737-300而言）。三是少数737-300客改货的需求，而737-500却没有，这几点加速了737-500的退役进程。

## 客户

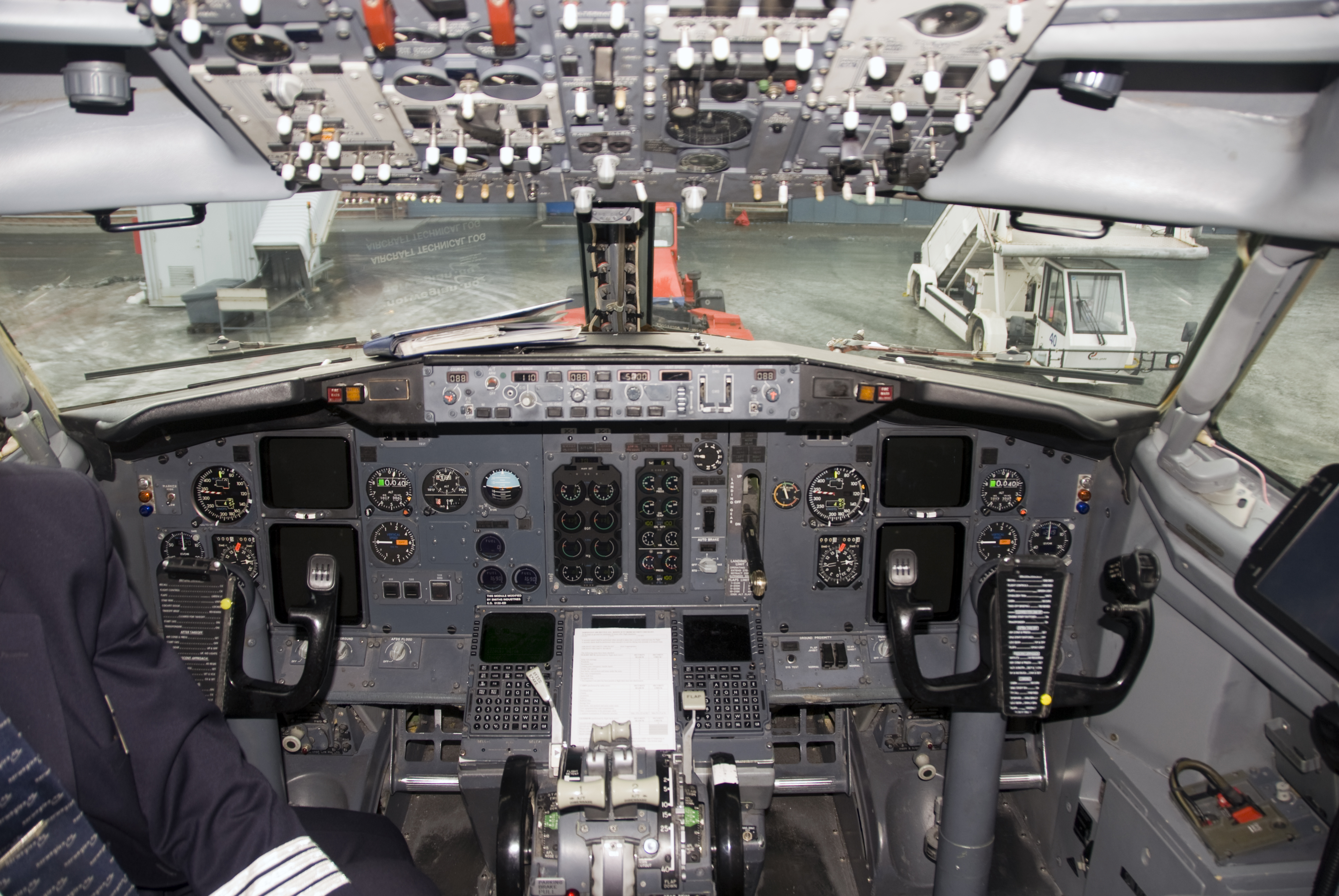
波音737-300客机的驾驶舱

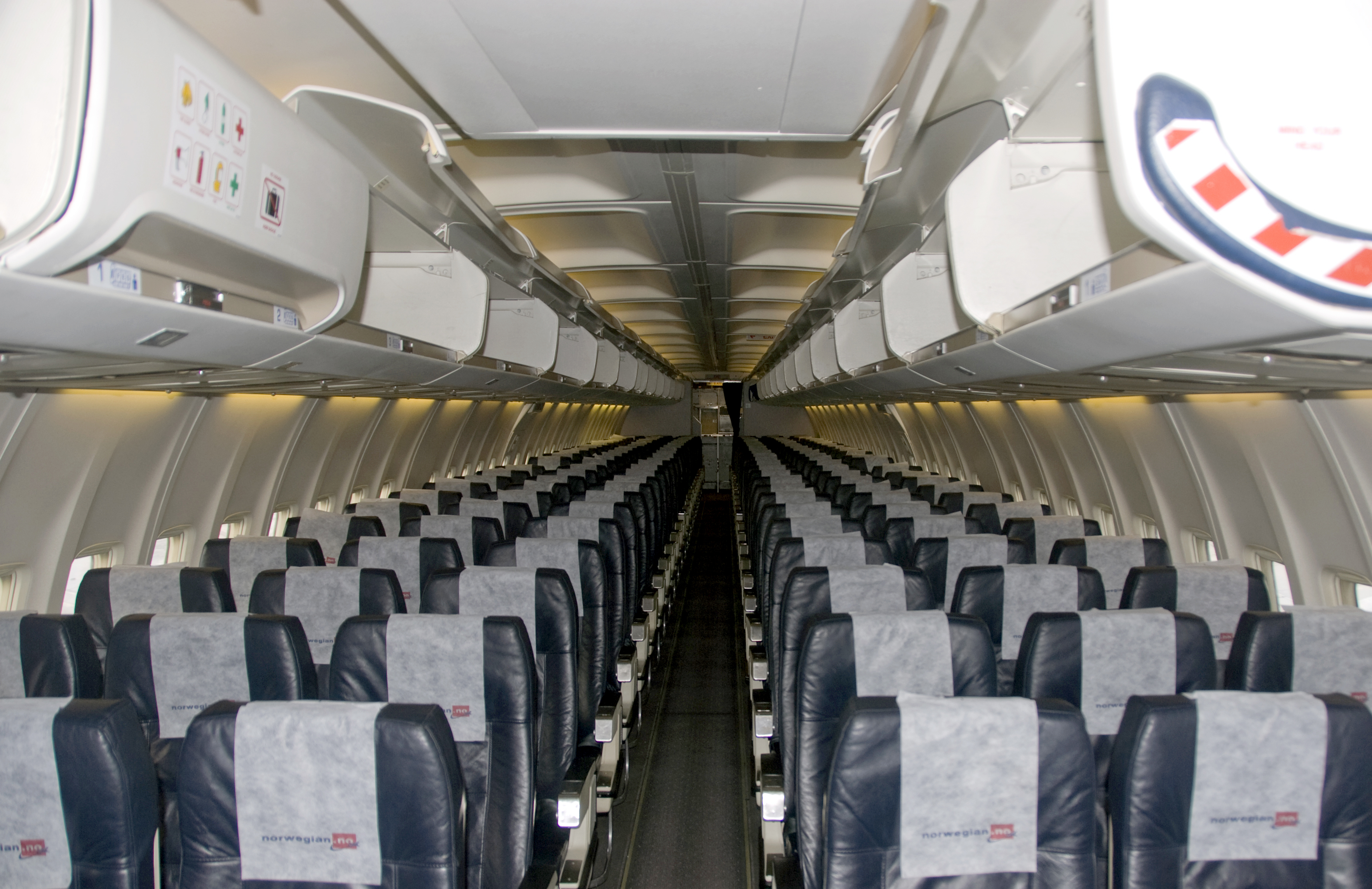
一架挪威穿梭航空的波音737-300采用全经济舱布局

### 民用
截至2018年7月，有738架737经典型客机在进行商业飞行，其中包括300架-300型，273架-400型和156架-500型。

### 军用
许多经典型737飞机被用作政府专机或者军队使用，包括巴西、中国、科威特、墨西哥以及韩国等国家和地区。
美国空军也曾购买了19架737-200（军用型号称为波音T-43）作为导航教练机，後来不少被改装作普通的客货运输用途，亦有一架改装为NT-43A雷达测试机。首架T-43於1973年7月31日交付，最後一架在1974年7月19日交付。印尼空军订购了3架改装过的737-200，称为波音737-2X9监视者，主要用作海岸侦察和运输用途，于1982年5月至1983年10月间交付。

### 交付使用情况
| 型号      | 总计   | 2000 | 1999 | 1998 | 1997 | 1996 | 1995 | 1994 | 1993 | 1992 | 1991 | 1990 | 1989 | 1988 | 1987 | 1986 | 1985 | 1984 |
| --------- | ------ | ---- | ---- | ---- | ---- | ---- | ---- | ---- | ---- | ---- | ---- | ---- | ---- | ---- | ---- | ---- | ---- | ---- |
| 737-300型 | 1113架 |      | 29   | 52   | 65   | 37   | 52   | 54   | 54   | 57   | 69   | 67   | 89   | 141  | 137  | 120  | 83   | 7    |
| 737-400型 | 486架  | 2    | 9    | 33   | 33   | 21   | 13   | 32   | 68   | 82   | 56   | 63   | 57   | 17   | 15   |      |      |      |
| 737-500型 | 389架  |      | 4    | 31   | 34   | 18   | 24   | 35   | 30   | 79   | 90   | 44   |      |      |      |      |      |      |
| 总计      | 1988架 | 2    | 42   | 116  | 132  | 76   | 89   | 121  | 152  | 218  | 215  | 174  | 146  | 158  | 152  | 120  | 83   | 7    |

- 来源：波音公司[18]

## 展览

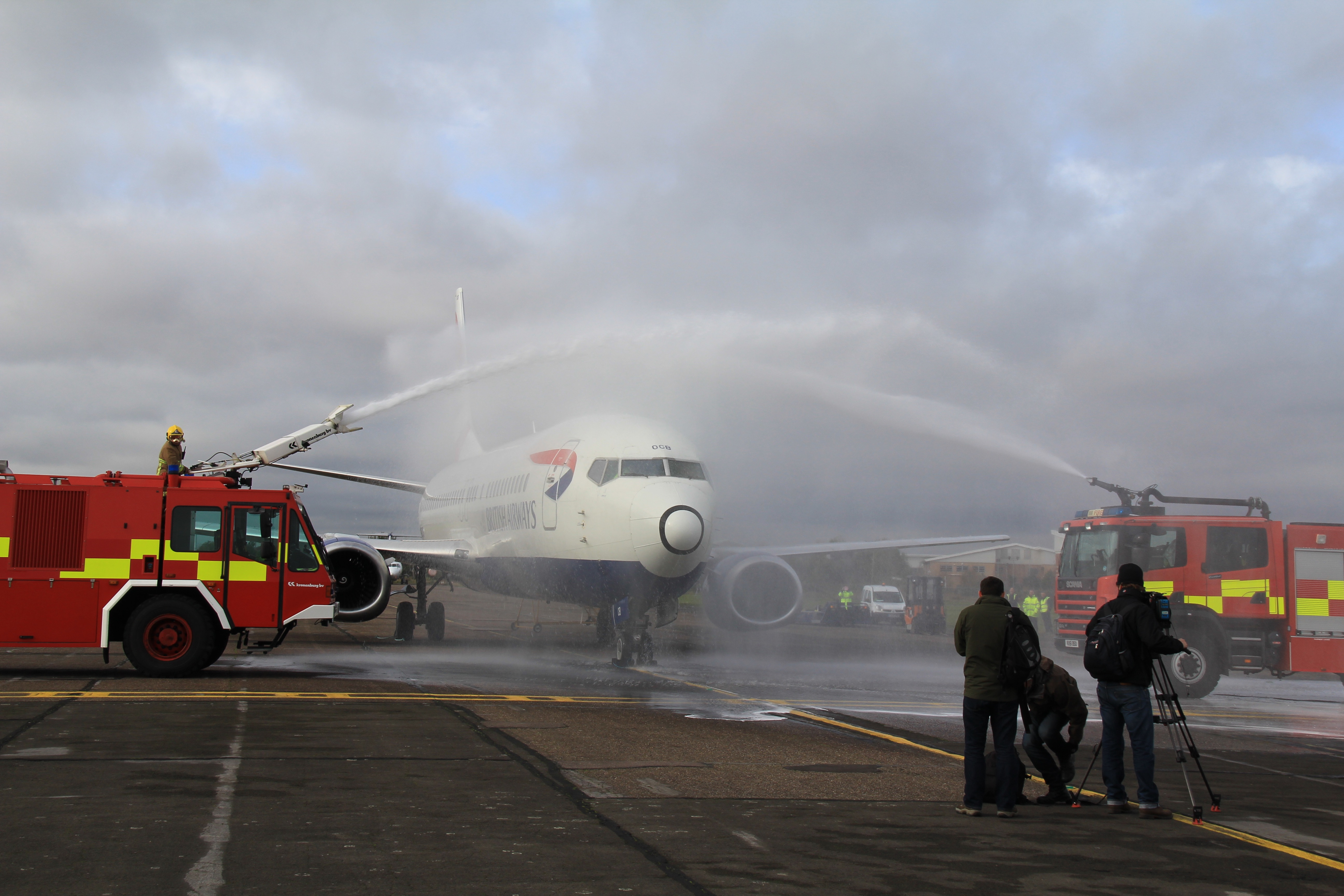
英国航空的波音737-400客机在进行最后一次飞行后在克兰菲尔德大学机场接受水炮礼。

- N759BA，曾经由中国南方航空运营的注册编号为B-2921的波音737-300客机。目前停放在位于亚利桑那州图森的皮马航空航天博物馆。[19][20]
- N300SW， 西南航空1984年11月接收的第一架波音737-300客机。目前停放在得克萨斯州达拉斯的飞行先驱者博物馆（英语：Frontiers of Flight Museum）。[21]
- G-DOCB，曾经服役于英國航空的波音737-400飞机。停放在克兰菲尔德大学的机场，目前用于教学。[22]

## 事故
- 1988年5月24日：在前往新奥尔良的途中，中美洲航空110號班機因严重的冰雹风暴而遭遇双发动机熄火。 飞行员成功地在草坪上强行着陆，飞机上无人受伤。 飞机修理后又继续投入使用。由于这一事件，之后的发动机都做了相应改进以防止恶劣天气条件下发动机熄火的状况发生。
- 1989年1月8日：凯格沃思空难：英倫航空92號班機，使用737-400，在东米德兰机场外坠毁。 机上有8名机组人员和118名乘客，有47名乘客死亡。 左侧发动机风扇叶片断裂，而不熟悉737-400的机组人员关错了正常的发动机，导致飞机失去动力。
- 1989年9月20日：全美航空 5050航班，一架737-400，漂移到左侧并在拉瓜地亞机场投入Bowery湾后，机组人员尝试中断起飞; 机上63人中有2名乘客死亡。
- 1991年2月1日，全美航空1493号班机（波音737-3B7，注册号：N88US）和天西航空5569号班机在洛杉矶国际机场的跑道上相撞，天西航空上的12人无人生还，全美航空上有22人遇难，66人生还。
- 1992年11月24日，南方航空3943号班机，一架波音737-3Y0南航编号为B-2523的波音737-300客机在执行CZ3943号由广州飞往桂林的航班时，在飞机下降过程中因为右侧发动机自动油门失灵，而飞行员没有及时介入人工操纵导致左右发动机推力不平衡，最后飞机向右滚转，在广西桂林阳朔撞山后粉碎性解体，机上141人全部罹难，当中亦包括香港人，这是中国民航历史上第二最惨痛的事故。也是波音737-300第三次发生坠机事故，更是历来涉及737-300型客机的第二最严重事故，仅次于2003年发生的閃光航空604號班機空難。
- 1993年7月23日，韓亞航空733號班機，一架波音737-500因天氣惡劣在韓國木浦降落時墜毀，68人死亡，48人生還。
- 1994年9月7日，全美航空427號班機（波音737-3B7，注册号：N513AU），从芝加哥奥黑尔国际机场前往匹茲堡國際機場途中，突然不受控制转向，继而翻滚，之后直坠地面，机上127名乘客和5名机组人员全部遇难。它的墜機方式與聯合航空585號班機與東風航空517號班機很相似。其后發現原来波音737客机的方向舵液压器在温差很大时（30,000呎的-50度到地面的30度，同时加入高温液压液体时）会卡住，并且会导致飞行员给方向盘控制后由反向偏转的严重后果。这种故障不会有磨损过的痕迹，也是NTSB（National Transportation Safety Board）有史以來調查時間最長的一系列空難事故之一。這是波音737自運行以來發現的最大的致命設計錯誤（国家地理《空中浩劫》中S04E05中详述） [15]  。
- 1996年4月3日，美国空军一架军用版波音737-T43型（军方呼号IFO21），於克羅地亞杜布羅夫尼克因惡劣天氣、機場雷達設備被破壞、飛機慣性制導儀發生嚴重偏差及機師失誤撞山墜毀，機上35人全部罹難，包括美國商貿部部長布朗（Ron Brown）。
- 1997年5月8日，中国南方航空3456号班机（波音737-3Y0，注册号：B-2925），從重慶飛往深圳。在深圳黃田機場（現今寶安國際機場的前身）降落時在遇到惡劣天氣狀況下，強行著陸失敗，在著陸過程中，飛機在地面彈跳三次，起落架嚴重受損，機身結構也嚴重受創，復飛後，駕駛艙多處發出報警，機組報告飛機處於緊急狀態，要求反向迫降，再次嘗試強行著陸時，依然沒能控制好飛機姿態，高速接地後，飛機在地面斷成三截，解體，爆炸起火，機上旅客65人，死亡33人，空勤組9人，死亡2人，重傷1人，輕傷6人。
- 1997年12月19日，勝安航空185號班機，一架波音737-300（注册编号9V-TRF）從雅加達起飛之後在印尼巨港墜毀，機上104人全部罹難。
- 1999年4月7日，土耳其航空一架B737-400飞机（航班号TK5904，注册编号TC-JEP）在升空后8分钟在暴风雨中坠毁，6名机组人员丧生。
- 2002年1月16日，加魯達印尼航空421號班機，一架波音737-300在飞行途中两具发动机失去动力，机组人员在尝试迫降时坠毁，1人遇难，13人受伤。
- 2004年1月3日，閃光航空604號班機，一架波音737-300起飛后因機師空中迷向墜入紅海，148人遇难。
- 2013年11月17日，韃靼斯坦航空363號班機空难，一架波音737-500於喀山國際機場降落，撞擊跑道並在爆炸前迅速喪失高度，50人罹難。
- 2017年3月28日，秘鲁人航空112号班机，一架波音737-300在弗兰西斯科卡里机场附近坠毁，39人受伤。
- 2021年1月9日，三佛齊航空182號班機空難，一部原定由雅加達飛往坤甸（Pontianak）的印尼三佛齊航空公司（Sriwijaya Air）SJ182 737-500 客機起飛4分鐘後失去聯絡，印尼交通部在數小時後確認客機已墜毀，62人遇难。

截至2021年1月，经典型共发生64次重大事故（全机报废），造成1,238人丧生。波音的统计显示，在1959年至2013年期间，经典型的重大事故率为每百万次起降0.54次，相交第一代的737客机的1.75次大为提升，后续的新世代737减少到了每百万次起降0.27次。

## 具体参数

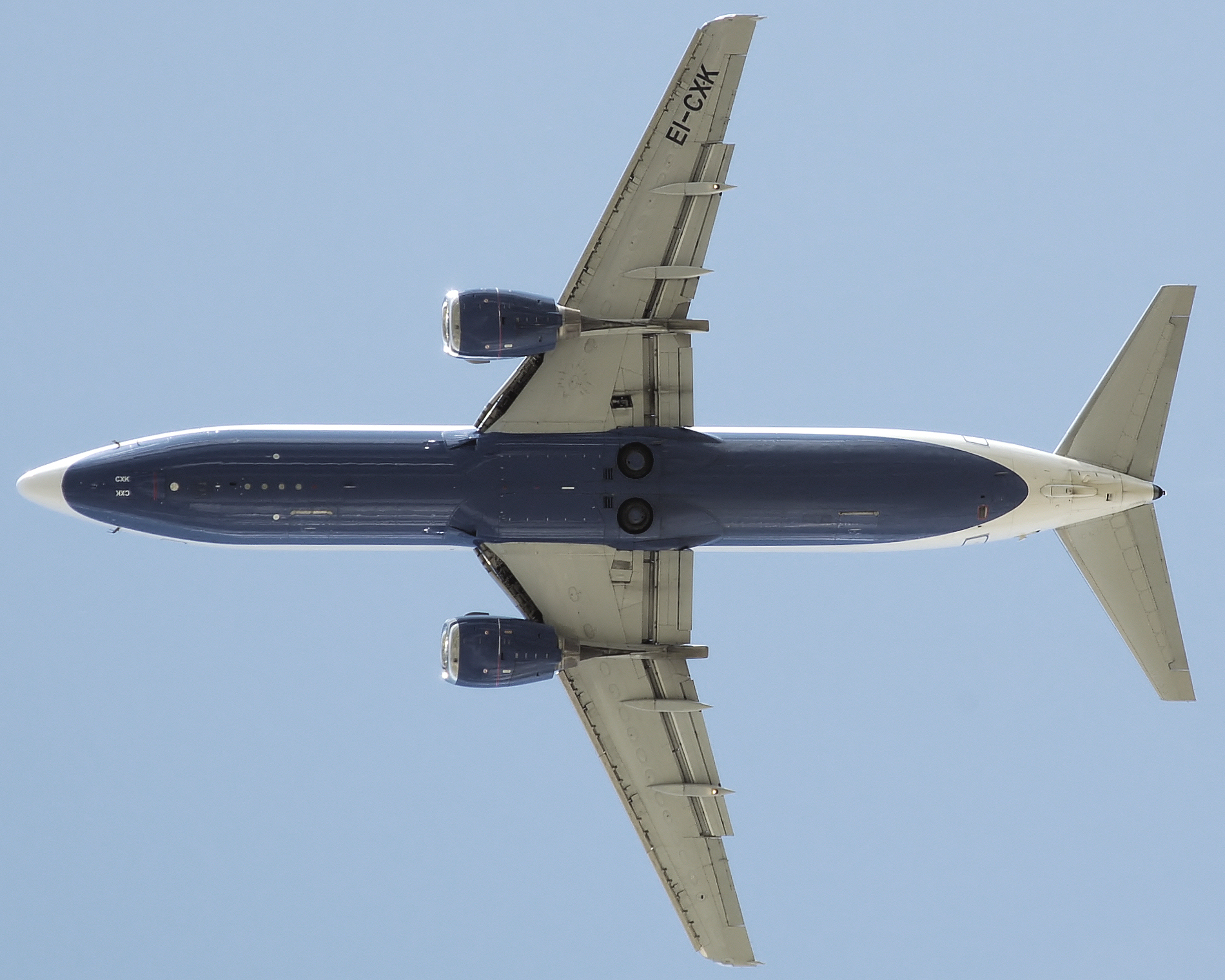
一架全禄航空的737-400客机起飞。

| 型号         | 737-300型                                                                    | 737-400型                                                                    | 737-500型                                                                    |
| ------------ | ---------------------------------------------------------------------------- | ---------------------------------------------------------------------------- | ---------------------------------------------------------------------------- |
| 飞行员       | 2人                                                                          | 2人                                                                          | 2人                                                                          |
| 两舱式布局   | 126 (8F@36" 118Y@32")                                                        | 147 (10F@36" 137Y@32")                                                       | 110 (8F@36" 102Y@32")                                                        |
| 全经济舱     | 140@32" - 149@30"                                                            | 159@32" - 168@30"                                                            | 122@32" - 132@30"                                                            |
| 出口限制     | 149人                                                                        | 188人                                                                        | 145人                                                                        |
| 座椅宽度     | 6列：17英寸/43.2厘米，5列：19英寸/48.3厘米，4列：21英寸/53.厘米              | 6列：17英寸/43.2厘米，5列：19英寸/48.3厘米，4列：21英寸/53.厘米              | 6列：17英寸/43.2厘米，5列：19英寸/48.3厘米，4列：21英寸/53.厘米              |
| 长度         | 33.4米/109英尺                                                               | 36.4米/119英尺                                                               | 31米/101英尺                                                                 |
| 翼展         | 28.9米, 面积：980 sq ft（91.04 m2）, 后掠25°, 展弦比：9.17                   | 28.9米, 面积：980 sq ft（91.04 m2）, 后掠25°, 展弦比：9.17                   | 28.9米, 面积：980 sq ft（91.04 m2）, 后掠25°, 展弦比：9.17                   |
| 高度         | 11.1米 机舱：213.9厘米/84.2英寸                                              | 11.1米 机舱：213.9厘米/84.2英寸                                              | 11.1米 机舱：213.9厘米/84.2英寸                                              |
| 机身宽度     | 3.76米（12英尺4英寸）                                                        | 3.76米（12英尺4英寸）                                                        | 3.76米（12英尺4英寸）                                                        |
| 最大起飞重量 | 138,500 磅 / 62,822 公斤                                                     | 150,000 磅 / 68,038 公斤                                                     | 133,500 磅 / 60,554 公斤                                                     |
| 最大降落重量 | 116,600 磅 / 52,888 公斤                                                     | 124,000 磅 / 56,245 公斤                                                     | 110,000 磅 / 49,895 公斤                                                     |
| 最大零油重量 | 109,600 磅 / 49,713 公斤                                                     | 117,000 磅 / 53,070 公斤                                                     | 103,000 磅 / 46,720 公斤                                                     |
| 飞机使用空重 | 72,360 磅 / 32,821 公斤                                                      | 76,760 磅 / 34,817 公斤                                                      | 70,440 磅 / 31,951 公斤                                                      |
| 燃油容量     | 20,100升 / 5,311加仑                                                         | 20,100升 / 5,311加仑                                                         | 20,100升 / 5,311加仑                                                         |
| 货舱容量     | 30.2立方米 / 1,068立方英尺                                                   | 38.立方米 / 1,373立方英尺                                                    | 23.3立方米 / 882立方英尺                                                     |
| 起飞距离     | 1,940米 / 6,365英尺                                                          | 2,540米 / 8,333英尺                                                          | 1,830米 / 6,004英尺                                                          |
| 运行高度     | 37,000英尺（11,278米）                                                       | 37,000英尺（11,278米）                                                       | 37,000英尺（11,278米）                                                       |
| 速度         | V速率: Mach 0.82（473 kn；876 km/h）, cruise: Mach 0.745（430 kn；796 km/h） | V速率: Mach 0.82（473 kn；876 km/h）, cruise: Mach 0.745（430 kn；796 km/h） | V速率: Mach 0.82（473 kn；876 km/h）, cruise: Mach 0.745（430 kn；796 km/h） |
| 航程         | 2,255 nmi（4,176 km）（126名乘客）                                           | 2,060 nmi（3,820 km）（147名乘客）                                           | 2,375 nmi（4,398 km）（110名乘客）                                           |
| 引擎 x2      | CFM56-3B-2                                                                   | CFM56-3C-1                                                                   | CFM56-3B-1                                                                   |
| 起飞推力 x2  | 22,000 lbf（98 kN）                                                          | 23,500 lbf（105 kN）                                                         | 20,000 lbf（89 kN）                                                          |
| ICAO代码     | B733                                                                         | B734                                                                         | B735                                                                         |